# Arne Herjuaune
Arne Herjuaune (* 7. Oktober 1945 in Malvik; † 21. März 2017 ebenda) war ein norwegischer Eisschnellläufer.
Herjuaune begann im Jahr 1962 beim Malvik IL seine Eisschnelllaufkarriere und wechselte zur Saison 1964/65 zum Trondheims SK. Er hatte sich auf die Kurzdistanzen spezialisiert und trat international erstmals in der Saison 1967/68 in Erscheinung. Dabei stellte er im Februar 1968 beim internationalen Wettkampf in Davos mit einer Zeit von 39,6 Sekunden über 500 m einen neuen norwegischen Rekord auf und verpasste bei den folgenden Olympischen Winterspielen in Grenoble mit einer Zeit von 40,7 Sekunden über 500 m als Fünfter um 0,2 Sekunden eine Medaille. Im Jahr 1971 verbesserte er in Davos seine Bestzeit auf 39,4 Sekunden und kam bei der Sprintweltmeisterschaft in Inzell auf den zehnten Platz. Zudem erreichte er im selben Jahr mit dem vierten Platz sein bestes Ergebnis bei norwegischen Mehrkampfmeisterschaften.
Herjuane war als Elektriker tätig und starb im Alter von 71 Jahren an Blutkrebs.

## Persönliche Bestzeiten
| Disziplin | Zeit       | Datum            | Ort         |
| --------- | ---------- | ---------------- | ----------- |
| 500 m     | 39,4 s     | 23. Januar 1971  | Inzell      |
| 1000 m    | 1:20,7 min | 15. Januar 1971  | Davos       |
| 1500 m    | 2:09,6 min | 23. Januar 1971  | Inzell      |
| 3000 m    | 4:43,6 min | 14. Februar 1970 |             |
| 5000 m    | 8:30,5 min | 12. Januar 1969  | Lillehammer |